# Binota Dhamai
Binota Moy Dhamai (bengalisch বিনোতা ময় ধামাই; * vor 1990 in Khagrachhari) ist ein bangladeschischer Menschenrechtsaktivist und Vertreter des indigenen Volkes der Jumma. Seit 2020 ist er Mitglied des UN-Expertenmechanismus für die Rechte indigener Völker, seit 2022 ist er Leiter des Gremiums.

## Herkunft und Ausbildung
Binota Moi Dhamai wurde in Khagrachari im äußersten Südosten Bangladeschs geboren. Er entstammt der indigenen Gemeinschaft der Jumma in den Chittagong Hill Tracts. Er berichtet, dass er unter der Militärherrschaft selbst erlebt habe, dass es zu systematischen Verletzungen der Rechte der Indigenen, Diskriminierungen, Ungerechtigkeiten gekommen sei, und welche zerstörerische Wirkung die Assimilationspolitik gehabt habe. Besonders eindrücklich und prägend seien für ihn das Massaker von Logang 1992 und das bis heute ungeklärte Verschwinden der jungen Indigenenaktivistin Kalpana Chakma 1996 gewesen. So habe er sich schon früh für Indigenenrechte engagiert.
Da es zu illegaler Landnahme, willkürlichen Verhaftungen, sogar Tötungen und sexualisierter Gewalt gegen indigene Frauen gekommen sei, habe er sich zivilgesellschaftlichen Organisationen wie dem Bangladesh Indigenous Peoples Forum angeschlossen und sich für die Förderung und den Schutz der Menschenrechte und gegen die Militarisierung der Gesellschaft eingesetzt.
Aktuell (2022) arbeitet er an einem Promotions-Forschungsprojekt an der School of Regulation and Global Governance des College of Asia and the Pacific der Australian National University in Canberra über die Deklaration der Rechte indigener Völker (UNDRIP) von 2007 und die Anwendung der Sonderverfahren des UN-Menschenrechtsrats.

## Karriere
2008 ging Binota Moy Dhamai zum Asia Indigenous Peoples Pact (AIPP), er koordinierte dort den Asia Indigenous Peoples Caucus in den Jahren von 2009 bis 2014 für das Ständige UN-Forum für indigene Angelegenheiten (UNPFII) und den UN-Expertenmechanismus für die Rechte indigener Völker (EMRIP). Er war einer der Gründungsmitglieder des Indigenous Peoples Human Rights Defenders (IPHRDs) Netzwerks für Asien im Rahmen des Human Rights Campaign and Policy Advocacy (HRCPA) Programms und entwickelte damit eine Plattform, um die Aufmerksamkeit und Unterstützung bei gegen indigene Völker und ihre Gemeinschaften begangenen Menschenrechtsverletzungen zu steigern. Von 2012 bis 2014 war er Co-Repräsentant der Indigenous Peoples’ Global Coordinating Group (GCG) für die asiatische Region auf dem UN High-Level Plenary meetingder World Conference on Indigenous Peoples.
Dhamai ist zurzeit (2023) in seiner zweiten Amtszeit als Mitglied des Exekutivrates des AIPP, Sprecher des AIPP-HRCPA-Programmkomittees und Mitglied des Umweltprogrammkomittees. 2018 wurde er Vorstandsmitglied des International Network for Economic, Social and Cultural Rights. Seit 2016 ist er im Social Movement and Economic Policy Working Group of Economic Social Cultural Rights (ESCR)-Net aktiv.
2020 wurde Dhamai in den UN-Expertenmechanismus für die Rechte indigener Völker berufen, seit 2022 ist er Leiter des Gremiums.

## Auszeichnungen
- 2007 United Nations Indigenous Fellowship des OHCHR[3]